# Воронки
Воронки́, или городские ласточки (лат. Delichon), — род воробьиных птиц из семейства ласточковых (Hirundinidae). К нему относятся четыре вида, обитающих в Евразии.

## Описание
Отличительной чертой рода воронков является иссиня-чёрная либо чёрная верхняя сторона тела, белые грудь и шейка. Величина составляет от 10 до 12 см. Внешние различия трёх видов невелики.
Самым крупным ареалом является ареал городской ласточки. Он простирается на всю Евразию, а сама птица совершает далёкие перелёты. Зимует в Африке от южной границы Сахары до ЮАР. Восточный воронок встречается только в Азии и его ареал граничит с ареалом городской ласточки с юга. Самый малый ареал у непальской ласточки — она встречается от Мьянмы до Китая, гнездясь на отвесных и голых скалах.

## Классификация
На сентябрь 2024 года в род включают 4 вида:
- Delichon dasypus (Bonaparte, 1850) — Восточный воронок
- Delichon nipalense F. Moore, 1854 — Непальский воронок
- Delichon urbicum (Linnaeus, 1758) — Городская ласточка, или воронок
- Delichon lagopodum (Pallas, 1811)

Все четыре вида не состоят под угрозой исчезновения.